# Дом Крутовских
Городская усадьба Крутовских — жилой особняк в Яранске. Объект культурного наследия России, памятник архитектуры.

## История
Памятник находится по адресу улица Кирова, 12. По смежной улице Свободы имеет номер 23. Дом был построен в середине XIX века яранским торговцем железоскобяным товаром В. И. Крутовских, позднее перешёл во владение его сына П. В. Крутовских. В советское и постсоветское время в здании кроме квартир располагалась прокуратура, юридическая консультация, Яранский районный суд.
Соседний, также двухэтажный полукаменный, дом по улице Свободы, 25 принадлежал брату В. И. Крутовских — А. И. Крутовских. В начале XX века часть помещений занимал Дворянский клуб, позже Яранское уездное отделение государственного контроля. Ныне в нём располагаются жилые квартиры.

## Памятник архитектуры
Угловой 2-этажный полукаменный дом. Первый этаж сложен из кирпича, второй — деревянный.